# Brachypeza archytas
Brachypeza archytas är en orkidéart som först beskrevs av Henry Nicholas Ridley, och fick sitt nu gällande namn av Leslie Andrew Garay. Brachypeza archytas ingår i släktet Brachypeza och familjen orkidéer.
Artens utbredningsområde är Julön. Inga underarter finns listade i Catalogue of Life.